# Liste der Biografien/Seix
Liste der Biografien |
Portal Biografien |
Personensuche
# |
A |
B |
C |
D |
E |
F |
G |
H |
I |
J |
K |
L |
M |
N |
O |
P |
Q |
R |
S |
T |
U |
V |
W |
X |
Y |
Z |
?
 
Sa |
Sb |
Sc |
Sd |
Se |
Sf |
Sg |
Sh |
Si |
Sj |
Sk |
Sl |
Sm |
Sn |
So |
Sp |
Sq |
Sr |
Ss |
St |
Su |
Sv |
Sw |
Sy |
Sz
 
Sea |
Seb |
Sec |
Sed |
See |
Sef |
Seg |
Seh |
Sei |
Sej |
Sek |
Sel |
Sem |
Sen |
Seo |
Sep |
Seq |
Ser |
Ses |
Set |
Seu |
Sev |
Sew |
Sex |
Sey |
Sez
 
Seib |
Seic |
Seid |
Seie |
Seif |
Seig |
Seij |
Seik |
Seil |
Seim |
Sein |
Seip |
Seir |
Seis |
Seit |
Seiu |
Seiv |
Seiw |
Seix |
Seiz
Die Liste der Biografien führt alle Personen auf, die in der deutschsprachigen Wikipedia einen Artikel haben. Dieses ist eine Teilliste mit 10 Einträgen von Personen, deren Namen mit den Buchstaben „Seix“ beginnt.

## Seix

### Seixa
- Seixas, Ana, osttimoresische Politikerin
- Seixas, Bárbara (* 1987), brasilianische Beachvolleyballspielerin
- Seixas, Carlos (1704–1742), portugiesischer Komponist und Cembalist
- Seixas, Carlos (* 1972), portugiesischer Basketballspieler
- Seixas, Carlos Alberto (* 1959), brasilianischer Fußballspieler und -trainer
- Seixas, Cruzeiro (1920–2020), portugiesischer Maler, Zeichner, Bildhauer und Lyriker
- Seixas, Leonor (* 1980), portugiesische Schauspielerin
- Seixas, Paul (* 2006), französischer RadrennfahrerPaul Seixas (* 2006)

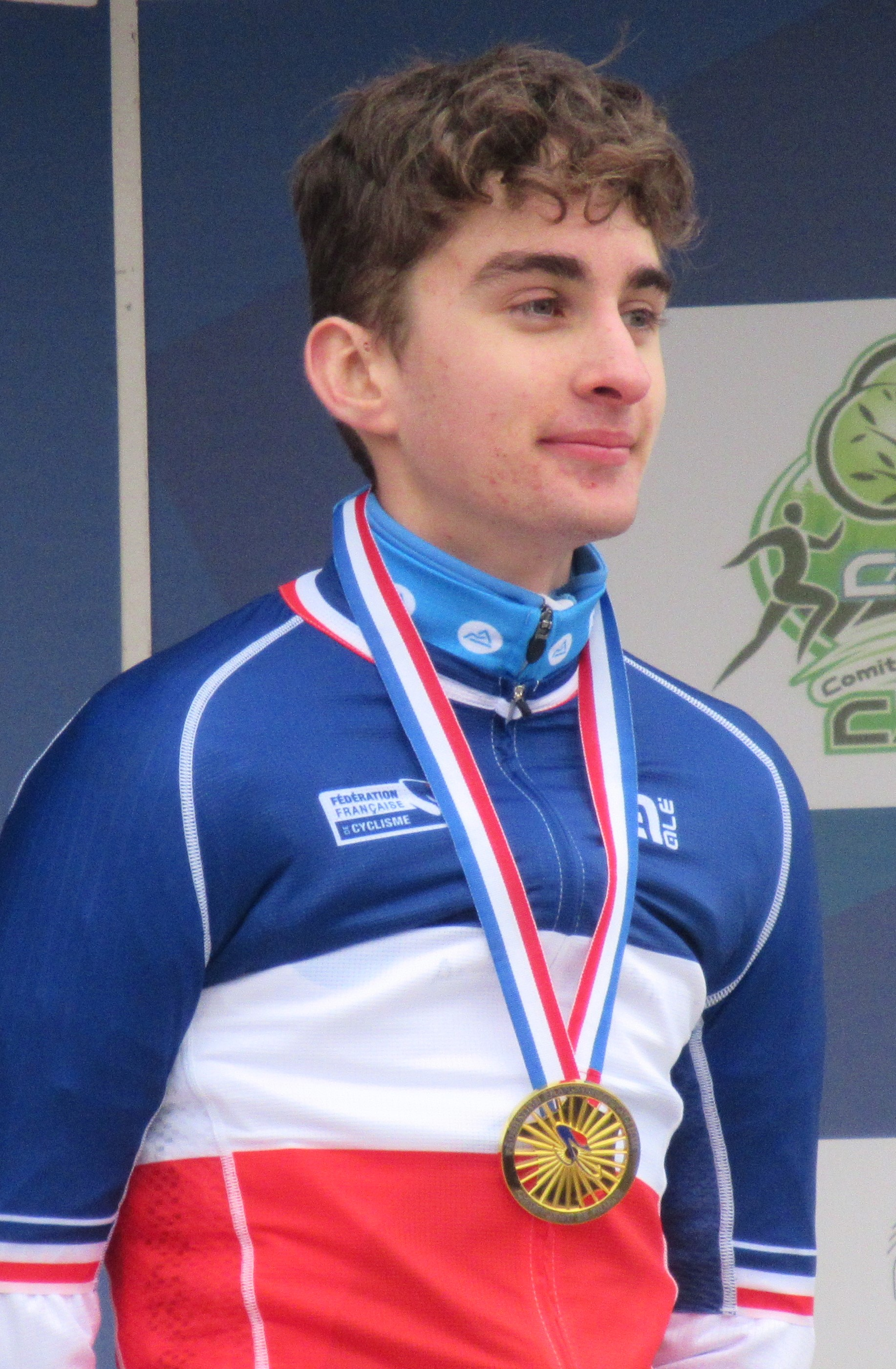
Paul Seixas (* 2006)

- Seixas, Raul (1945–1989), brasilianischer Musiker
- Seixas, Vic (1923–2024), US-amerikanischer Tennisspieler